# Медаль «За трудову відзнаку» (Казахстан)
Медаль «За трудову відзнаку» (каз. Ерен еңбегі үшін) — державна нагорода Республіки Казахстан, заснована на підставі Закону Республіки Казахстан «Про державні нагороди Республіки Казахстан» від 12 грудня 1995 року за № 2676.

## Положення про медаль
Медаллю нагороджуються громадяни за трудові досягнення в економіці, соціальній сфері, науці, культурі та державній службі.
Медаль виготовлена на Казахстанському монетному дворі в Усть-Каменогорську.

## Галерея

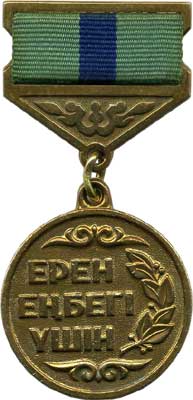
Медаль 1 типу
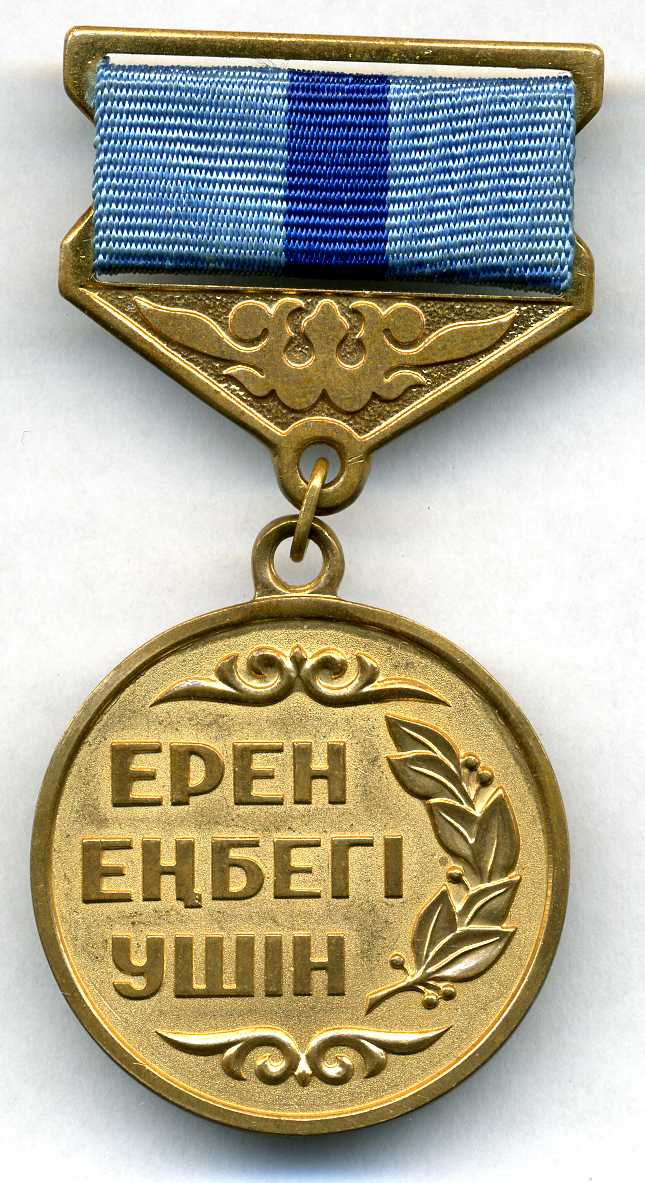
Медаль 1 типу з орфографічною помилкою